# Jevgenij Nabokov
Jevgenij Viktorovitj Nabokov, född 25 juli 1975 i Ust-Kamenogorsk, Kazakiska SSR, Sovjetunionen (nu Kazakstan), är en rysk–kazakisk före detta professionell ishockeymålvakt, som på internationell nivå representerat Ryssland, bland annat i OS i Vancouver 2010.
Nabokov vann Calder Memorial Trophy som NHL:s bästa rookie år 2001. Han deltog 2008 i den årliga All Star-matchen samt var en finalist till Vezina Trophy som NHL:s bästa målvakt. Samma år vann han VM-guld i Kanada med det ryska landslaget. En av få målvakter som noterats för att ha gjort mål i NHL.